# Wortklauberei
Der Begriff Wortklauberei ist im deutschen Sprachgebrauch im Allgemeinen eine abwertende Bezeichnung für ein Verhalten von Menschen, das ausschließlich die wörtliche Auslegung von gesprochenen oder geschriebenen Begriffen, Texten oder Wörtern erlaubt.

## Definition
Wortklauberei ist die beabsichtigte oder unbeabsichtigte einseitige und kleinliche Auslegung von Begriffen, Texten und Wörtern, durch die deren Sinn auf ihre ursprüngliche Bedeutung reduziert wird. Wortklauberei ignoriert somit in der Regel durch engstirniges, pedantisches Denken die im allgemeinen Sprachgebrauch eingebürgerte Verwendung von Begriffen oder ihren sich in einem bestimmten Zusammenhang ergebenden Sinn (siehe auch Syntax). Beispielsweise ist das Wort „astrein“ ein Begriff aus dem Tischlerhandwerk und bezeichnete ursprünglich qualitativ hochwertige Bohlen beziehungsweise Bretter. In der heutigen Umgangssprache wird das Wort jedoch kaum noch im Zusammenhang mit Gegenständen aus Holz gebraucht, sondern wird verwendet, um auszudrücken, dass etwas oder jemand „in Ordnung“ oder „sehr gut“ ist. Wortklauberei würde die metaphorische, d. h. im übertragenen Sinne gemeinte Bedeutung des Wortes leugnen beziehungsweise nicht wahrnehmen (wollen).
In extremen Fällen kann Wortklauberei abstoßend und beleidigend wirken.

## Abgrenzung
Die Grenzen und Übergänge zwischen eindeutiger präziser Auslegung von Begriffen, Texten und Worten und einseitigem pedantischen „am Buchstaben Kleben“ können fließend und nicht immer eindeutig bestimmbar sein. Durch Wortklauberei kann auch Ironie und Sarkasmus zum Ausdruck kommen. Ebenso findet Wortklauberei als stilistisches Mittel zum Beispiel bei Wortspielen Verwendung.
Begriffe mit ähnlicher Bedeutung sind „Haarspalterei“, „Erbsenzählerei“, „Krittelei“, „Pedanterie“, „Spitzfindigkeit“ und „Wortfuchserei“. Ihnen gemeinsam ist der abwertende Gebrauch zur Bezeichnung einseitig übertriebener Sichtweisen oder Verhaltensweisen, die von vielen Menschen als störend oder lächerlich wahrgenommen werden.

## Etymologie
Das Wort klauben entwickelte sich aus dem mittelhochdeutschen Wort klüben, dem althochdeutschen klübon und dem mittelniederdeutschen klüven etwa im 18. Jahrhundert zu der Zusammensetzung Wortklauber beziehungsweise Wortklauberei. Die ursprüngliche Bedeutung von klauben wird als „mit den Fingerspitzen, Nägeln oder Zähnen an etwas herumarbeiten; von der Hülse oder Schale befreien, pflücken, lesen, (aus)sondern, mit Mühe heraussuchen“ beschrieben. Daraus abgeleitet wurde der Begriff Wortklauberei, der im übertragenen Sinn „kleinliche, pedantische, mäkelnde Behandlung eines Wortes oder der Worte überhaupt“ bedeutet.